# Nederlands-Belgisch verdrag van 3 april 1925
In het Nederlands-Belgisch verdrag van 3 april 1925 werd de staatsrechtelijke scheidingsregeling tussen Nederland en België, zoals vastgelegd in het Verdrag van Londen uit 1839, op een aantal punten herzien. Ook kwam Nederland tegemoet aan een aantal van de eisen op het gebied van economie, defensie en grondgebied die België na de Eerste Wereldoorlog had gesteld. De belangrijkste bepalingen gingen over het beheer van de Schelde en de positie van de haven van Antwerpen. Het verdrag kreeg in Nederland veel kritiek omdat het de Nederlandse economische belangen te veel zou schaden en werd uiteindelijk door de Nederlandse Eerste Kamer verworpen.

## Totstandkoming
In 1920 was al een poging gedaan om de regeling van 1839 te herzien. Dit was mislukt omdat Nederland had geweigerd de Wielingen, een toegangsgeul naar de Schelde, af te staan. Daarnaast was er onenigheid over Nederlandse steun voor de militaire verdediging van Belgisch Limburg en de positie van de haven van Antwerpen. In 1924 waren nieuwe onderhandelingen gestart die op 3 april 1925 met succes werden afgesloten toen de Nederlandse minister van buitenlandse zaken Van Karnebeek en zijn Belgische collega Hymans de overeenkomst ondertekenden. Het verdrag van 1925 regelde zaken met betrekking tot de Westerschelde, de aanleg van een kanaal tussen Antwerpen en de Rijn en een verbinding tussen Antwerpen en het Hollandsch Diep. Zaken betreffende soevereiniteit en grondgebied waren geen onderdeel van het verdrag.

## Protest in Nederland
Over het verdrag ontstond een fel debat in de Nederlandse pers. Vooral handels- en scheepvaartondernemingen in Rotterdam en Amsterdam voerden oppositie, maar ook deskundigen uit de waterstaatswereld en voorstanders van een Groot-Nederland, zoals  P.H. Ritter jr., A.J. van Vessem en F. C. Gerretson. Men was van mening dat het verdrag te veel tegemoet kwam aan de Belgische economische en handelsbelangen. De latere NSB-leider Anton Mussert was secretaris van het Nationaal comité van actie tot wijziging van het verdrag met België. In de pers werd het Verdrag 'het onaannemelijk tractaat' genoemd.
Het Verdrag werd in de Nederlandse Tweede Kamer met een nauwe meerderheid aangenomen; op 24 maart 1927 stemde de Eerste Kamer echter tegen waarmee het voorstel was verworpen. Van Karnebeek trad na het verwerpen van het verdrag af als minister.